# Piacenza Calcio 1919
Piacenza Calcio 1919, zkráceně jen Piacenza je italský klub hrající v sezoně 2024/25 4. italskou fotbalovou ligu, sídlící ve městě Piacenza v regionu Emilia-Romagna.
Fotbalový klub byl založen v roce 1919 sloučením dvou klubů: Giovine Italia a Unione Football Club Piacenza. Prvním prezidentem byl osmnáctiletý student Giovanni Dosi. Sezonu 1922/23 hraje již druhou nejvyšší soutěž. Prvně již v nové druhé lize hraje v sezoně 1946/47. Vydržel v ní dvě sezony a sestoupil o ligu níže. Na konci 50. letech hrál i ve čtvrté lize.
Až v 90. letech nastal obrat k lepšímu. V sezoně 1990/91 vyhrál ve 3. lize a v sezoně 1992/93 si zajistil 3. místem postup poprvé v klubové historii do nejvyšší ligy.

## Změny názvu klubu
- 1919/20 – 1925/26 – Piacenza FBC (Piacenza Foot-Ball Club)
- 1926/27 – Dopolavoro Piacenza FC (Dopolavoro Piacenza Football Club)
- 1927/28 – 1932/33 – Piacenza FC (Piacenza Football Club)
- 1933/34 – 1951/52 – Piacenza Sportiva (Piacenza Sportiva)
- 1952/53 – 1977/78 – Piacenza FC (Piacenza Football Club)
- 1978/79 – 1982/83 – Piacenza Calcio (Piacenza Calcio)
- 1983/84 – 2011/12 – Piacenza FC (Piacenza Football Club)
- 2012/13 – SSD Lupa Piacenza (Società Sportiva Dilettantistica Lupa Piacenza)
- 2013/14 – 2015/16 – SSD Piacenza Calcio 1919 (Società Sportiva Dilettantistica Piacenza Calcio 1919)
- 2016/17 – Piacenza Calcio 1919 (Piacenza Calcio 1919)

## Získané trofeje

### Vyhrané domácí soutěže
- 2. italská liga (1x)

1994/95
- 3. italská liga (5x)

1927/28, 1968/69, 1974/75, 1986/87, 1990/91
- 4. italská liga (2x)

1963/64, 2015/16

## Účast v ligách
| Úroveň soutěže | Název soutěže (nynější název) | První hraná sezona | Poslední hraná sezona | celkem odehraných sezon |
| -------------- | ----------------------------- | ------------------ | --------------------- | ----------------------- |
| 1              | Serie A                       | 1993/94            | 2002/03               | 8                       |
| 2              | Serie B                       | 1922/23            | 2010/11               | 22                      |
| 3              | Serie C                       | 1926/27            | 2022/23               | 59                      |
| 4              | Serie D                       | 1956/57            | 2024/25               | 10                      |
| 5              | Eccellenza                    | 2013/14            | 2013/14               | 1                       |

Historická tabulka Serie A od sezony 1929/30 do 2022/23.
| Celkové místo | Odehraných sezon | Celkem bodů | Celkem zápasů | Celkem výher | Celkem remíz | Celkem proher | Celkové skore |
| ------------- | ---------------- | ----------- | ------------- | ------------ | ------------ | ------------- | ------------- |
| 42            | 8                | 275         | 272           | 65           | 88           | 119           | 281:373       |

## Fotbalisté

### Historické statistiky
| Počet utkání | Počet utkání       | Počet utkání |  | Počet branek | Počet branek      | Počet branek |
| Pořadí       | Jméno              | Počet        |  | Pořadí       | Jméno             | Počet        |
| 1.           | Gianpietro Piovani | 385          |  | 1.           | Giuseppe Cella    | 104          |
| 2.           | Giuseppe Cella     | 283          |  | 2.           | Antonio Rossetti  | 72           |
| 3.           | Ottavio Favari     | 276          |  | 3.           | Gianpiero Piovani | 69           |
| 4.           | Luigi Riccio       | 263          |  | 4.           | Daniele Cacia     | 59           |
| 5.           | Daniele Moretti    | 246          |  | 5.           | Armando Madonna   | 59           |

### Rekordní přestupy
| Nákup  | Nákup            | Nákup     | Nákup    | Nákup          |  | Prodej | Prodej            | Prodej    | Prodej     | Prodej         |
| Pořadí | Jméno            | sezona    | klub     | částka         |  | Pořadí | Jméno             | sezona    | klub       | částka         |
| 1.     | Arturo Di Napoli | 1999/2000 | Empoli   | 3,75 mil. Euro |  | 1.     | Simone Inzaghi    | 1999/2000 | Lazio      | 15 mil. Euro   |
| 2.     | Stefano Morrone  | 1999/2000 | Empoli   | 3,25 mil. Euro |  | 2.     | Flavio Roma       | 2001/2002 | Monaco     | 8,5 mil. Euro  |
| 3.     | Matuzalém        | 2001/2002 | Neapol   | 3,1 mil. Euro  |  | 3.     | Daniele Cacia     | 2007/2008 | Fiorentina | 4 mil. Euro    |
| 4.     | Enzo Maresca     | 2002/2003 | Juventus | 3 mil. Euro    |  | 4.     | Alberto Gilardino | 2000/2001 | Verona     | 3,87 mil. Euro |
| 5.     | Dario Hübner     | 2001/2002 | Brescia  | 3 mil. Euro    |  | 5.     | Antonio Nocerino  | 2007/2008 | Juventus   | 3,7 mil. Euro  |

### Na velkých turnajích

#### Účastníci Afrického poháru národů
- Houssine Kharja (APN 2008)
- Yusupha Bobb (APN 2021)

#### Účastníci Olympijských her
- Sandro Puppo (OH 1936)
- Carlo Girometta (OH 1936)

### Česká stopa
- Július Korostelev – trenér (1959–1961)

## Česká stopa

### Trenér
- Július Korostelev (1959–1961)